# Specklinia lichenicola
Specklinia lichenicola är en orkidéart som först beskrevs av August Heinrich Rudolf Grisebach, och fick sitt nu gällande namn av Alec M. Pridgeon och Mark W. Chase. Specklinia lichenicola ingår i släktet Specklinia och familjen orkidéer.
Artens utbredningsområde är Kuba. Inga underarter finns listade i Catalogue of Life.